# Rustaveli (cràter)
Rustaveli és un cràter d'impacte en el planeta Mercuri de 200 km de diàmetre. Porta el nom del poeta georgià Shota Rustaveli (c. 1160-1216), i el seu nom va ser aprovat per la Unió Astronòmica Internacional el 2012.